# Alabama
Alabama (anglická výslovnost  [ˌæləˈbæmə]IPA, oficiálně State of Alabama) je stát nacházející se na jižním pobřeží Spojených států amerických, v oblasti východních jižních států v jižním regionu USA. Alabama hraničí na západě s Mississippi, na severu s Tennessee, na východě s Georgií a na jihovýchodě s Floridou. Jihozápadní ohraničení státu tvoří Mexický záliv.
Se svou rozlohou 135 765 km² je Alabama 30. největším státem USA, v počtu obyvatel (4,9 milionů) je 24. nejlidnatějším státem a s hodnotou hustoty zalidnění 37 obyvatel na km² je na 27. místě. Hlavním městem je Montgomery s 200 tisíci obyvateli. Největšími městy jsou Birmingham s 210 tisíci obyvateli, dále Mobile (190 tisíc obyv.), Huntsville (190 tisíc obyv.) a Tuscaloosa (100 tisíc obyv.). Alabamě patří 85 km pobřeží Mexického zálivu. Nejvyšším bodem státu je vrchol Cheaha Mountain s nadmořskou výškou 736 m na severovýchodě státu. Největšími toky jsou říční systém Mobile-Alabama-Coosa a řeky Chattahoochee, tvořící část hranice s Georgií, a Conecuh, které se všechny vlévají do Mexického zálivu.
Území Alabamy bylo v 16. století prozkoumáno Španěly, první trvalé evropské osídlení založili až Francouzi v roce 1702 (u dnešního města Mobile). Do roku 1763 byla tato pobřežní oblast součástí jejich louisianské kolonie, poté, do roku 1783, součástí britské Západní Floridy. Tehdy si území Alabamy rozdělily Spojené státy a Španělsko (coby součást Floridy). V roce 1798 vzniklo v rámci USA mississippské teritorium, které se do roku 1812 rozšířilo na celé území dnešních států Mississippi a Alabama. O pět let později bylo odděleno vlastní teritorium, které se následně stalo státem USA. Jméno získalo podle stejnojmenné řeky, pojmenované podle indiánské kultury Alabamů. Alabama se 14. prosince 1819 stala 22. státem USA. Za americké občanské války byla Alabama v letech 1861–1865 součástí Konfederace, k Unii byla opět připojena roku 1868.

## Historie
O území dnešní Alabamy se přely hned tři strany. Španělé ji prohlásili za součást Floridy. Angličané jako součást Karolíny. Nakonec ji ale získali Francouzi, když obsadili území Louisiany. Později, když USA koupily od Francie Louisianu a obsadily Mississippi, zvažovaly, zda odkoupit Alabamu, či ne, a zda ji začlenit do Unie. Nakonec se Alabama v roce 1819 stala 22. státem USA.
11. ledna 1861 Alabama vystoupila z USA a stala se členem Konfederace. Důvod byl tvrdý odpor ke zrušení otroctví. Přestože se mnoho bojů americké občanské války na území Alabamy neodehrálo, bojovalo proti Unii 120 000 vojáků z Alabamy. V roce 1865, po porážce Konfederace, byla v Alabamě ustanovena provizorní vláda, řízená z USA. Do unie byla znovu přijata v červnu 1868.
Od americké občanské války do druhé světové války Alabama, stejně jako mnoho dalších jižních států, trpěla ekonomickými problémy, částečně kvůli přetrvávání závislosti na zemědělství. Po druhé světové válce Alabama zažila rozkvět, ekonomika státu přešla od zemědělství k těžkému průmyslu, těžbě nerostů, vzdělávání a technologiím. Navíc se zřídilo a rozšířilo množství vojenských zařízení a to zejména těch americké armády a amerických leteckých sil.

## Symboly

### Vlajka
Alabamská vlajka je tvořena bílým listem o poměru stran 2:3 s červeným svatoondřejským křížem.

### Další symboly
Alabamě je neoficiálně přezdíváno Yellowhammer State, v překladu Strnadí stát. Dále je též známa jako Heart of Dixie, neboli Srdce Dixie. Státním stromem je borovice bahenní a státní květinou kamélie.
Mottem státu je „We defend our rights“, květinou zlatobýl, stromem borovice bahenní, ptákem datel zlatý a písní Alabama.

## Geografie
Alabama patří mezi jižní státy USA. Jižní hranici má se státem Florida, jihozápadní cíp je pobřeží Mexického zálivu. Západní hranici tvoří stát Mississippi, severní Tennessee a východní Georgie.
Co do rozlohy je Alabama na 30. místě v USA (135 765 km²). 3,2 % rozlohy Alabamy tvoří vodní plochy, což ji řadí na 23. místo v USA. Alabama je převážně rovinatá země s mírným sklonem k řece Mississippi a k Mexickému zálivu. Je poměrně hustě zalesněna, v místech, kde nejsou lesy, se nachází obdělávaná půda, jež je zde úrodná.
- Nejvyšší bod Cheaha Mountain leží ve výšce 736 m nad mořem.
- Nejnižší bod Mexický záliv leží ve výšce 0 m nad mořem.
- Šířka státu činí 306 km.
- Délka státu činí 531 km.

## Ekonomika

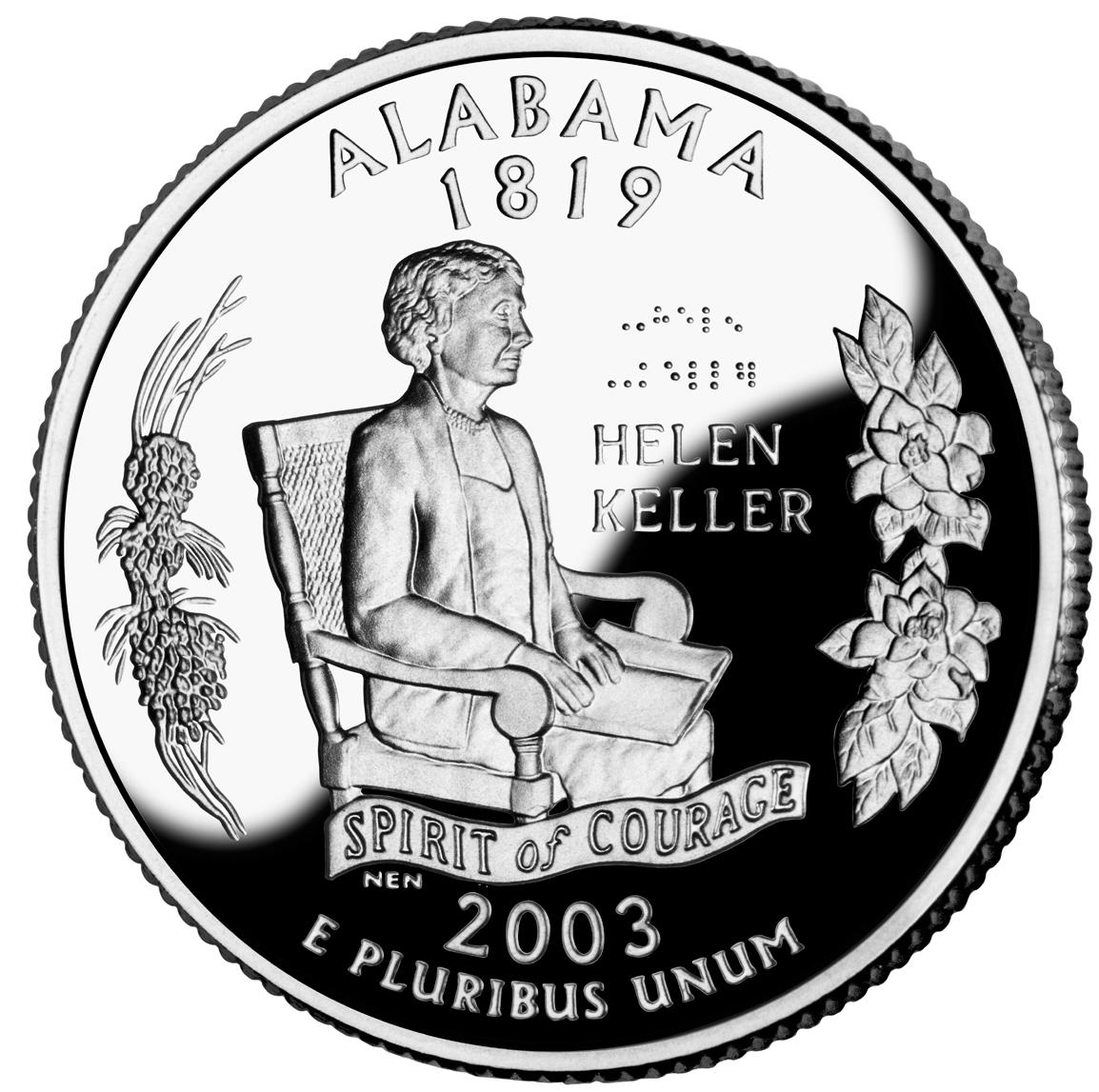
Čtvrtdolar státu Alabama (paměťní mince), autor Norman E. Nemeth

Celkový HDP Alabamy je 115 miliard dolarů, což ji řadí na 25. místo (1999). HDP na obyvatele činí 23 471 dolarů (1996 dolarů měsíčně), což je pro porovnání úroveň Španělska (2000). Zemědělství zde má přibližně stejný význam jako průmysl.
- Hlavní zemědělské produkty: drůbež, vejce, dobytek, malé stromky na další výsadbu (školky), arašídy, bavlna, zelenina, mléko, soja.
- Mezi hlavní průmyslové artikly patří hlavně: zpracování dřeva, řeziva, výroba nábytku, papíru, hornictví, výrobky z plastu a kaučuku, dopravní zařízení a textilní výroba.

## Demografie
Podle sčítání lidu z roku 2010 zde žilo 4 779 736 obyvatel. Podle odhadu žilo v roce 2013 v Alabamě 4 833 722 obyvatel. Hustota zalidnění byla 36,5 obyvatel/km².

### Rasové složení
- 68,5 % Bílí Američané (nehispánští běloši 67,0 % + běloši hispánského původu 1,5 %)
- 26,2 % Afroameričané
- 0,6 % Američtí indiáni
- 1,1 % Asijští Američané
- 0,1 % Pacifičtí ostrované
- 2,0 % Jiná rasa
- 1,5 % Dvě nebo více ras

Obyvatelé hispánského nebo latinskoamerického původu, bez ohledu na rasu, tvořili 3,9 % populace.

### Náboženství
92 % obyvatel Alabamy se považovalo za křesťany. Protestantů bylo 80 %, z čehož největší denominace byli baptisté, následovaní metodisty.

### Města
- Hlavní město je Montgomery (201 568 obyvatel).
- Největší město je Birmingham (849 194 obyvatel včetně aglomerace).

## Zajímavosti
Teprve v roce 2000 (jako v posledním státě USA) byl v Alabamě oficiálně zrušen zákon, který zakazoval smíšená manželství s černochy, ačkoliv již 33 let byl v konfliktu s rozsudkem Nejvyššího soudu Spojených států amerických, který tato manželství legalizoval bez ohledu na místní zákony.